# The Monster (2016)
The Monster (originalmente intitulado There Are Monsters; bra: Um Monstro no Caminho) é um filme de terror de monstro americano de 2016 escrito e dirigido por Bryan Bertino e estrelado por Zoe Kazan e Ella Ballentine. O filme foi lançado pela DirecTV Cinema em 6 de outubro de 2016, antes de estrear em lançamento limitado em 11 de novembro de 2016, via A24. Seu enredo segue uma mãe problemática e sua filha adolescente que ficam presas à noite em uma estrada rural com uma criatura maliciosa as caçando.

## Elenco
- Zoe Kazan como Kathy
- Ella Ballentine como Lizzy
  - Keira Knightley como Lizzy adulta (voz)
- Aaron Douglas como Jesse
- Christine Ebadi como Leslie Williams
- Marc Hickox como John Brooks
- Scott Speedman como Roy
- Chris Webb como monstro
- Meeko como Lobo

## Produção

### Conceito
Em 2014, Bryan Bertino anunciou que dirigiria o filme a partir de um roteiro que também escreveu. William Green e Aaron Ginsburg da Atlas Entertainment e Adrienne Biddle da Unbroken Pictures atuariam como produtores, enquanto Richard Suckle e Sonny Mallhi atuariam como produtores executivos.

Comentando sobre suas aspirações ao escrever o roteiro, Bertino afirmou:
Eu decidi que iria me esforçar para explorar diferentes tipos de medo, mas encontrar minha janela sempre será a vítima primeiro. Mesmo que os monstros não sejam reais, foi fascinante para mim pensar: "Tudo bem, vou escrever uma história na qual não estou necessariamente aqui para dizer se os monstros são reais ou não, só estou dizendo o que aconteceria se você quebrasse na beira da estrada e houvesse um monstro? O que você faria? Quão assustador seria isso?

### Elenco
Elisabeth Moss foi originalmente anunciada para estrelar o filme em maio de 2014. No ano seguinte, após Moss abandonar a produção, Zoe Kazan se juntou ao elenco, substituindo Moss. Comentando sobre o comprometimento com o projeto, Kazan afirmou que ficou "realmente capturada pela história dessas duas pessoas, especialmente da mãe que realmente luta contra seus piores comportamentos para proteger sua filha. Ela não tem o hábito de tomar muito bem cuida da filha e não acho que ela esteja bem preparada para a maternidade. Fiquei comovido com essa história." Para ter a ideia de ser mãe, Kazan pediu à mãe de Ballentine fotos dela quando bebê.
Em agosto de 2015, foi anunciado que Scott Speedman, Aaron Douglas e Ella Ballentine se juntaram ao elenco do filme. Speedman, que já havia estrelado a estreia de Bertino na direção, Os Estranhos (2008), foi escalado como Roy, namorado de Kathy.

### Filmagem
As filmagens começaram em Ottawa, Ontário, no verão de 2015. A fotografia principal foi concluída em 21 de agosto de 2015. Refletindo sobre as filmagens, Kazan afirmou: "Estávamos em uma situação muito isolada filmando na zona rural de Ontário, e lá não estava muito por perto. [Ella Ballentine e eu] éramos basicamente os únicos atores do filme, então passamos muito tempo juntos e com a mãe dela. Não foi tudo porque estávamos apenas tentando criar um vínculo para o filme, foi também porque gostamos da companhia um do outro. Definitivamente ajudou nesse vínculo, assim como os três dias de ensaio."

## Lançamento

### Distribuição teatral
Em maio de 2015, a A24 adquiriu os direitos de distribuição do filme nos Estados Unidos. Em abril de 2016, a primeira imagem da personagem de Kazan foi revelada. O título original do filme, There Are Monsters, foi alterado para The Monster em agosto de 2016.
O filme foi lançado na plataforma DirecTV Cinema em 6 de outubro de 2016. Em 11 de novembro de 2016, o filme teve lançamento limitado nos cinemas simultaneamente com sua estreia em outras plataformas de vídeo sob demanda.
O filme foi exibido no Beyond Fest em 6 de outubro de 2016, no Tacoma Film Festival em 7 de outubro de 2016, e no Festival de Cinema de Sitges em 15 de outubro de 2016.

### Mídia doméstica
O filme foi lançado em Blu-ray e DVD em 24 de janeiro de 2017.

## Recepção

### Resposta crítica
The Monster recebeu críticas positivas dos críticos de cinema. No site agregador de resenhas Rotten Tomatoes, 80% das 49 resenhas dos críticos são positivas, com uma classificação média de 6,8/10. O consenso do site diz: "The Monster usa sua configuração efetivamente simples e uma poderosa atuação principal de Zoe Kazan para entregar uma história de terror tradicional, mas sutilmente subversiva - e totalmente divertida." O Metacritic, que usa uma média ponderada, atribuiu ao filme uma pontuação de 69 em 100, com base em 13 críticos, indicando críticas "geralmente favoráveis".
Manohla Dargis, em sua crítica para o The New York Times, comparou o filme a outras histórias de terror sobre "maternidade monstruosa" lançadas para multidões de casas de arte e multiplex, dizendo que The Monster foi "habilmente lançado em algum lugar intermediário". Sobre as duas atrizes principais e seus papéis, Dargis observou: "A Sra. Kazan exercita seus pulmões e, embora seja mais persuasiva como rainha dos gritos do que como mãe, ela e a Sra. Ballentine fazem o trabalho." Justin Chang, do Los Angeles Times, elogiou o estabelecimento do suspense de Bertino, escrevendo que ele "distribui os choques com mão criteriosa. Por um tempo, The Monster mantém inteligentemente sua atração principal nas bordas do quadro ou envolto em sombras, distraindo-nos com o tamborilar sinistro das gotas de chuva no para-brisa ou com o brilho do feixe de uma lanterna... Uma das surpresas aqui é que mesmo quando The Monster está tentando assustar você, cada cena reafirma insistentemente a humanidade de seus personagens."
Brian Tallerico do RogerEbert.com elogiou os efeitos da criatura, comparando-os aos de Alien, bem como a atuação de Kazan, que ele escreveu "captura a verdade do momento em que Kathy luta. Kazan não interpreta o simbolismo da peça. Ela interpreta uma mãe que luta pela vida de sua filha e por ela mesma. É uma atuação comprometida e destemida, pois nunca trai a realidade de seu dilema. Não é uma atuação típica de Kazan, mas é ótima." Justin Lowe do The Hollywood Reporter escreveu que o filme "reduz o medo primitivo aos seus elementos fundamentais", elogiando a "câmera ameaçadoramente rondante da diretora de fotografia Julie Kirkwood e, às vezes, a iluminação deliberadamente turva amplificam consistentemente a tensão, obscurecendo a ameaça que se esconde logo além do quadro." Dennis Harvey, da Variety, elogiou o estabelecimento de personagens do filme e sua "simplicidade conceitual... nitidamente montada em todos os departamentos, extraindo o máximo de suspense e variedade do que poderia facilmente ter se tornado um punhado claustrofobicamente monótono de locações externas e internas de carros."